# ديانة الأمريكيين السود

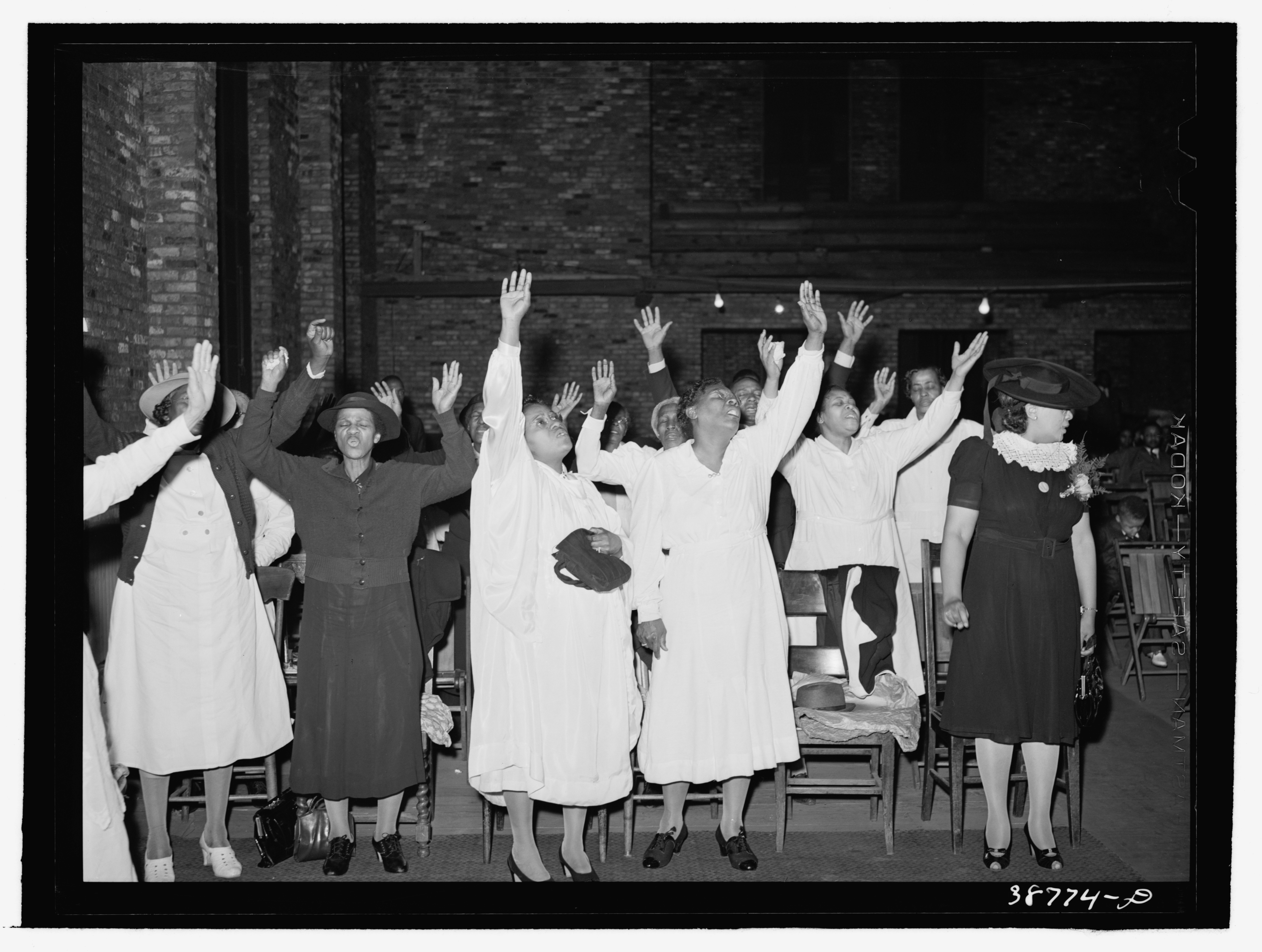
مشاركة النساء في الثناء على خدمات العبادة في شيكاغو ، إلينوي ، 1941.

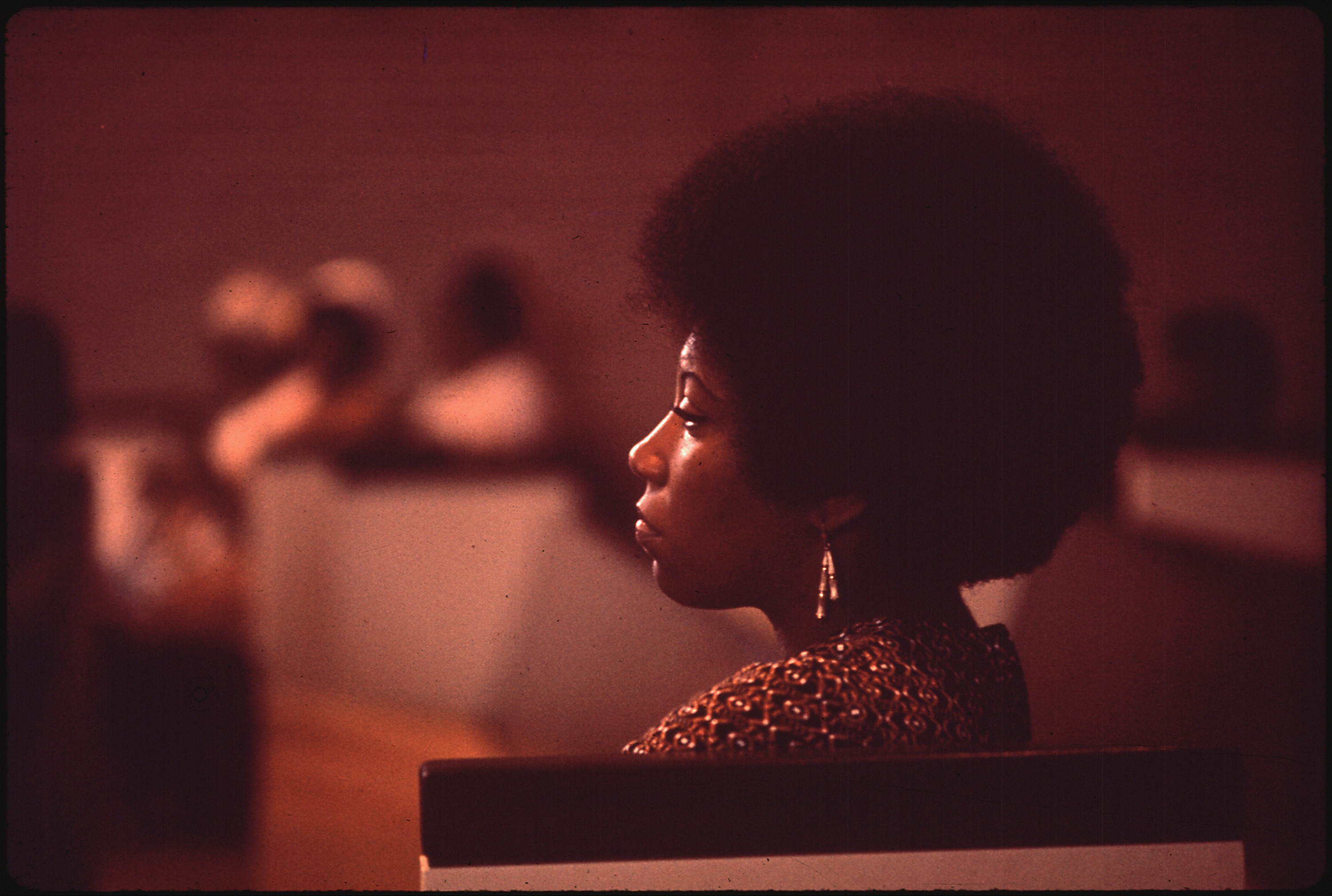
امرأة في خدمة الكنيسة المعمدانية في ألاباما ، يوليو 1972.

يشير دين الأمريكيين السود إلى الممارسات الدينية والروحية للأميركيين الأفارقة. يتفق المؤرخون عمومًا على أن الحياة الدينية للأميركيين السود «تشكل أساس حياتهم المجتمعية».
قبل عام 1775 كان هناك دليل متناثر على الدين المنظم بين السود في المستعمرات الثلاثة عشر. أصبحت الكنائس الميثودية والمعمدانية أكثر نشاطًا في الثمانينيات من القرن التاسع عشر. كان نموهم سريعًا جدًا خلال الـ 150 عامًا القادمة، حتى غطوا غالبية الناس.
بعد التحرر في عام 1863، نظم فريدمان كنائسهم الخاصة، بشكل رئيسي المعمدانيين، متبوعًا بالميثوديين. لعبت الطوائف البروتستانتية الأخرى والكاثوليك أدوارًا أصغر.
بحلول عام 1900، كانت الحركات الخمسينية وحركات القداسة مهمة، وبعد ذلك شهود يهوه. أضافت" أمة الإسلام" و "الحاج مالك الشباز" (المعروف أيضًا باسم مالكولم إكس) عاملاً مسلمًا في القرن العشرين.
غالبًا ما لعب الحقوقيون أدوارًا بارزة في السياسة، كما اتضح من مارتن لوثر كينغ جونيور، زعيم حركة الحقوق المدنية، والعديد من الآخرين.

## التركيبة السكانية الدينية
الانتماء الديني للأميركيين الأفارقة

 في مسح عام 2007 من قبل منتدى مركز بيو للأبحاث حول الدين والحياة العامة ، وجد أن الأمريكيين من أصل أفريقي أكثر تدينًا من سكان الولايات المتحدة ككل مع 87 ٪ ينتمون إلى دين ، و 79 ٪ يقولون أن «الدين مهم جدًا في حياتهم».
في اغلب الولايات الأمريكية. معظم السكان مسيحيون ،  83 ٪ من الأمريكيين السود يعتبرون مسيحيين ، بما في ذلك 45 ٪ يعتبرون معمدانيين. يمثل الكاثوليك 5٪ من السكان. 1٪ يعتبرون مسلمين. حوالي 12٪ من الأشخاص الأمريكيين من أصل أفريقي ،ملحدين أو لادينيين ، و أقل قليلا من هذا الرقم لعموم الولايات المتحدة الأمريكية.

## التاريخ
في سبعينات القرن السابع عشر ، لم يكن أكثر من 1٪ من السود في الولايات المتحدة على اتصال بالكنائس المنظمة. نمت الأرقام بسرعة بعد عام 1789.  بذلت الكنيسة الأنجليكانية جهدًا منظمًا في التبشير ، وخاصة في فرجينيا ، ونشر المعلومات حول المسيحية ، وتعليم  قراءة الكتاب المقدس .
جلب بعض العبيد المعتقدات والممارسات التقليدية ، وخاصة المتعلقة بالإسلام وفي بعض الحالات السحر ، معهم من أفريقيا . لا يُعرف عن ممارسات دينية أفريقية منظمة في 13 مستعمرة ، لكن المسلمين مارسوا الإسلام خلسة أو خفية طوال فترة استعباد الشعوب الأفريقية في أمريكا.
إن قصة عبد الرحمن إبراهيم بن سوري ، وهو أمير مسلم من غرب إفريقيا أمضى 40 عامًا كعبد في الولايات المتحدة منذ عام 1788 وما بعده قبل إطلاق سراحه ، توضح بقاء العقيدة والممارسة الإسلامية بين الأفارقة المستعبدين في أمريكا.
في منتصف القرن العشرين ، ناقش العلماء ما إذا كانت هناك عناصر أفريقية مميزة متضمنة في الممارسات الدينية الأمريكية السوداء ، كما هو الحال في الموسيقى والرقص. لم يعد العلماء يبحثون عن مثل هذه التحويلات الثقافية فيما يتعلق بالدين.
تختلف الموسيقى الدينية السوداء عن الموسيقى الدينية الأوروبية التقليدية.  وهي تستخدم الرقصات والصياح  ، وتؤكد على العاطفة والتكرار بشكل أكبر .
كثير من  رجال الدين البيض في البروتستانتية عملوا بنشاط على الترويج لفكرة أن جميع المسيحيين كانوا متساوين عند الله ، وهي رسالة أعطت الأمل للعبيد المضطهدين.  
بمساعدة من الصحوة الكبرى الأولى (حوالي 1730-1755) والعديد من المبشرين المتجولين الذين أعلنوا عن أنفسهم ، قبل الستينيات من القرن التاسع عشر ، كان المعمدانيون يجتذون فرجينيا ، وخاصة المزارعين البيض الفقراء ، إلى دين جديد أكثر ديمقراطية. جعلت التجمعات المعمدانية العبيد موضع ترحيب في خدماتهم ، واحتوى عدد قليل من التجمعات المعمدانية ما يصل إلى 25٪ من العبيد.

### تشكيل الكنائس (القرن الثامن عشر)
يختلف العلماء حول مدى المحتوى الأفريقي الأصلي للمسيحية السوداء كما ظهر في أمريكا في القرن الثامن عشر ، ولكن لا يوجد خلاف على أن مسيحية السكان السود كانت قائمة على الإنجيلية .
كانت الكنيسة السوداء  اساسية لنمو المجتمع بين السود ، وكانت أول مؤسسة مجتمعية يتم إنشاؤها. بدءًا من عام 1800 تقريبًا بالكنيسة الأسقفية الميثودية الأفريقية والكنيسة الميثودية الأسقفية الأفريقية والكنائس الأخرى ، نمت الكنيسة السوداء لتكون النقطة المحورية للمجتمع الأسود. الكنيسة السوداء - كانت تعبيرًا عن المجتمع والروحانية الأمريكية الأفريقية الفريدة ، ورد فعل على التمييز .
كانت الكنيسة أيضًا بمثابة مراكز إحياء حيث يمكن للأشخاص السود الأحرار الاحتفال بتراثهم الأفريقي دون تدخل من قبل المنتقدين البيض. الكنيسة هي أيضا مركز تعليم. بما أن الكنيسة كانت جزءًا من المجتمع وأرادت توفير التعليم ؛ لقد علموا السود المحررين والمستعبدين. سعياً وراء الاستقلال الذاتي ، أسس بعض السود مثل ريتشارد ألين طوائف سوداء منفصلة.
دعيت الصحوة الكبرى الثانية (1800 - 20s) «الحدث المركزي والاساسي في تطور المسيحية الأفروية».
أنشأ السود الأحرار كنائس سوداء في الجنوب قبل عام 1860. بعد الصحوة الكبرى ، انضم العديد من السود إلى الكنيسة المعمدانية ، والتي سمحت لمشاركتهم . على سبيل المثال ، قامت الكنيسة المعمدانية الأولى وكنيسة جيلفيلد المعمدانية في بطرسبورغ ، فرجينيا ، بتنظيم تجمعات بحلول عام 1800 وكانت أولى الكنائس المعمدانية في المدينة.

### الوعظ
يجادل المؤرخ بروس أرنولد بأن القساوسة السود الناجحين قاموا تاريخيًا بأدوار متعددة. وتشمل هذه:
- القس الأسود هو رب الأسرة في كنيسته ، وهو مسؤول عن رعاية المجتمع  ، وتمرير تاريخه وتقاليده ، والعمل كقائد روحي ، ومستشار حكيم ، ودليل نبوي.
- القس الأسود هو مستشار ومعزي ، يؤكد على تحويل قدرات الله وإدامتها ورعايتها لمساعدة القطيع خلال أوقات الخلاف والشكوك والاستشارة لحماية أنفسهم من التدهور العاطفي.
- القس الأسود هو منظم مجتمعي ووسيط بين الله و الناس.

يصف رابوتو أسلوبًا شائعًا في الوعظ الأسود تطور لأول مرة في أوائل القرن التاسع عشر ، وشائعًا طوال القرن العشرين وفي القرن الحادي والعشرين:
يبدأ الواعظ بهدوء ، ويتحدث في الحديث ، إذا كان خطابيًا وأحيانًا ، نثرًا ؛ ثم يبدأ بالتدريج في التحدث بسرعة أكبر ، بحماس ، وترديد كلماته ووقته إلى إيقاع منتظم ؛ أخيرًا ، يصل إلى ذروة عاطفية يصبح فيها الخطاب المرنم نغميًا ويندمج مع التصفيق وتصفيقه والصراخ.
فسر العديد من الأمريكيين الأحداث العظيمة من الناحية الدينية. يقارن المؤرخ ويلسون فالن بين تفسير الحرب الأهلية الأمريكية وإعادة الإعمار في الخطب المعمدانية البيضاء مقابل السوداء في ألاباما. أعرب المعمدانيون البيض عن رأي مفاده أن:
الله قام بتأديبهم وأعطاهم مهمة خاصة - للحفاظ على العقيدة ، والإنجيل الصارم ، والتقوى الشخصية ، والعلاقات العرقية التقليدية. وأصروا على أن العبودية لم تكن خطية. بل كان التحرر مأساة تاريخية ، وكانت نهاية إعادة الإعمار علامة واضحة على فضل الله.
في تناقض حاد ، فسر المعمدانيون السود الحرب الأهلية والتحرر وإعادة الإعمار على أنها:
هبة الله الحرية. وقد قدروا فرص ممارسة استقلاليتهم ، والعبادة بطريقتهم الخاصة ، وتأكيد قيمتهم وكرامتهم ، وإعلان أبوة الله وأخوة الإنسان. الأهم من ذلك كله ، يمكنهم تشكيل كنائسهم وجمعياتهم واتفاقياتهم. قدمت هذه المؤسسات المساعدة الذاتية والارتقاء العرقي ، ووفرت أماكن حيث يمكن إعلان إنجيل الحرية. ونتيجة لذلك استمر الوعاظ السود في الإصرار على أن الله سيحميهم ويساعدهم. سيكون الله صخرتهم في أرض عاصفة.
قام عالم الاجتماع الأسود بنيامين ميس بتحليل محتوى الخطب في ثلاثينيات القرن الماضي وخلص إلى:
إنهم يساعدون على تطوير موقف من الرضا وعدم التدخل في حياة الزنوج. إنهم يؤيدون الرأي القائل بأن الله في وقته المناسب وبطريقته الخاصة سيحقق الظروف التي ستؤدي إلى تلبية الاحتياجات الاجتماعية. يشجعون الزنوج على الشعور بأن الله سوف يتأكد من أن الأمور تسير على ما يرام ؛ إن لم يكن في هذا العالم ، بالتأكيد في عالم قادم. إنهم يجعلون الله مؤثراً  ، ويهيئون منزلاً للمؤمنين - بيتاً يكون فيه خدامه المعذبون خاليين من المحن  التي تحاصرهم على الأرض.

### بعد عام 1865
كان الأمريكيون السود ، بمجرد تحريرهم من العبودية ، نشطين للغاية في تشكيل كنائسهم الخاصة ، ومعظمهم من المعمدانيين أو الميثوديين ، وإعطاء وزرائهم أدوار القيادة الأخلاقية والسياسية.
في عملية الفصل اللوني أو العرقي ، غادر جميع السود عمليا الكنائس البيضاء بحيث بقي عدد قليل من التجمعات المتكاملة عرقيا (باستثناء بعض الكنائس الكاثوليكية في لويزيانا).
تنافست أربع منظمات رئيسية مع بعضها البعض عبر الجنوب لتشكيل كنائس ميثودية جديدة تتكون من رجال احرار. كانت الكنيسة الأسقفية الميثودية الأفريقية . الكنيسة الصهيونية الأسقفية الميثودية . الكنيسة الأسقفية الميثودية الملونة (التي رعتها الكنيسة الأسقفية الميثودية البيضاء  ) والكنيسة الأسقفية الميثودية الممولة (الميثودية البيضاء الشمالية). بحلول عام 1871 ، كان لدى الميثوديين الشماليين 88000 عضو أسود في الجنوب ، وفتحوا مدارس عديدة لهم.
كان السود خلال عصر إعادة الإعمار من الناحية السياسية العنصر الأساسي للحزب الجمهوري و كان لوزرائهم أدوار سياسية قوية كانت مميزة لأنهم لم يعتمدوا بشكل أساسي على الدعم الأبيض ، على عكس المعلمين والسياسيين ورجال الأعمال والمزارعين المستأجرين.
بناءً على المبدأ الذي شرحه تشارلز بيرس ، وزير ايمي في فلوريدا: «لا يستطيع رجل في هذه الولاية القيام بواجبه بالكامل كوزير إلا أنه يتطلع إلى المصالح السياسية لشعبه» ، تم انتخاب أكثر من 100 وزير أسود إلى الهيئات التشريعية للولاية أثناء إعادة الإعمار. خدم العديد في الكونغرس وواحد ، هيرام ريفيلز ، في مجلس الشيوخ الأمريكي.

### الكنائس الحضرية

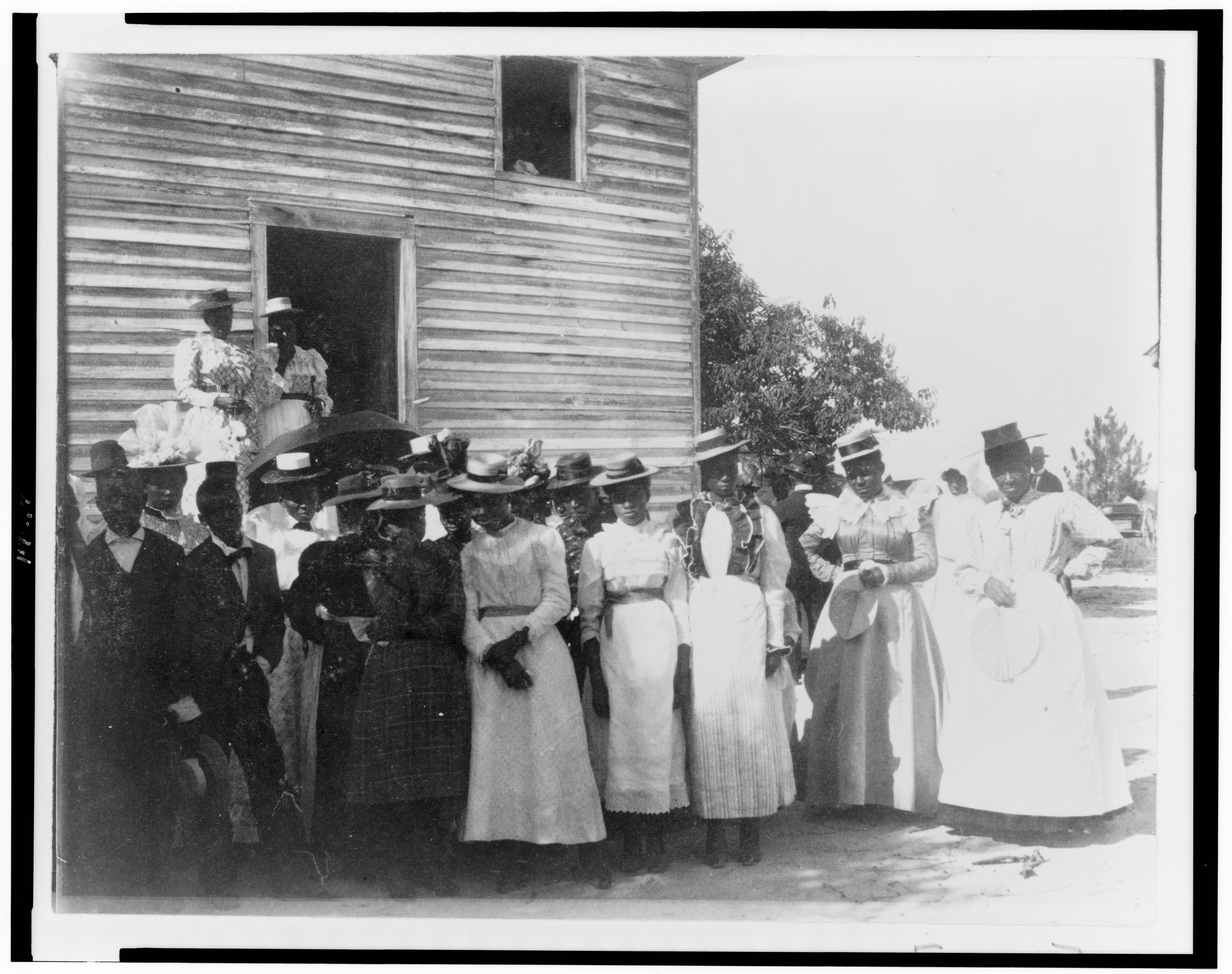
الأمريكيون السود خارج كنيسة في جورجيا ، 1900.

تعيش الغالبية العظمى من السود في المناطق الريفية حيث تُقام الخدمات في مباني مؤقتة صغيرة. في الكنائس السوداء في المدن كانت أكثر وضوحا.
إلى جانب خدماتها الدينية المنتظمة ، كان للكنائس الحضرية العديد من الأنشطة الأخرى ، مثل اجتماعات الصلاة المجدولة ، والجمعيات التبشيرية ، والنوادي النسائية ، ومجموعات الشباب ، والمحاضرات العامة ، والحفلات الموسيقية. عملت عمليات الإحياء المجدولة بانتظام على مدى أسابيع ووصلت إلى حشود كبيرة .
تكثر الأنشطة الخيرية فيما يتعلق برعاية المرضى والمحتاجين. كان لدى الكنائس الأكبر برنامج تعليم منهجي ، إلى جانب مدارس الأحد ، ومجموعات دراسة الكتاب المقدس. عقدوا فصول محو الأمية لتمكين الأعضاء الأكبر سنا من قراءة الكتاب المقدس. غالبًا ما بدأت الكليات السوداء الخاصة ، مثل فيسك في ناشفيل ، في قبو الكنائس. ودعمت الكنيسة مجتمع الأعمال الصغيرة .
الأهم كان الدور السياسي. استضافت الكنائس اجتماعات احتجاجات ومسيرات واتفاقيات الحزب الجمهوري. تفاوض المواطنون العاديون والوزراء البارزون على الصفقات السياسية ، وغالبًا ما ترشحوا للمناصب حتى أصبح الحرمان ساري المفعول في تسعينيات القرن التاسع عشر.
في ثمانينيات القرن التاسع عشر ، كان حظر الخمور مصدر قلق سياسي كبير سمح بالتعاون مع البروتستانت البيض ذوي التفكير المماثل. في كل حالة ، كان القس هو صانع القرار المهيمن. وكان راتبه يتراوح من 400 دولار في السنة إلى ما يزيد عن 1500 دولار ، بالإضافة إلى السكن - في وقت كان فيه 50 سنتًا في اليوم أجرًا جيدًا للعمل البدني غير الماهر.
كثير من الميثوديون تخرجوا من الكلية  ، لكن معظم المعمدانيين شعروا أن التعليم كان عاملاً سلبيًا يقوض التدين المكثف والمهارات الخطابية .
بعد عام 1910 ، عندما هاجر السود إلى المدن الرئيسية في كل من الشمال والجنوب ، ظهر نمط بعض الكنائس الكبيرة جدًا التي تضم آلاف الأعضاء والموظفين بأجر ، برئاسة واعظ مؤثر . في الوقت نفسه كان هناك العديد من الكنائس مع بضع عشرات من الأعضاء فقط .

## تاريخ الطوائف المسيحية السوداء

### الكنيسة الأسقفية الميثودية الأفريقية

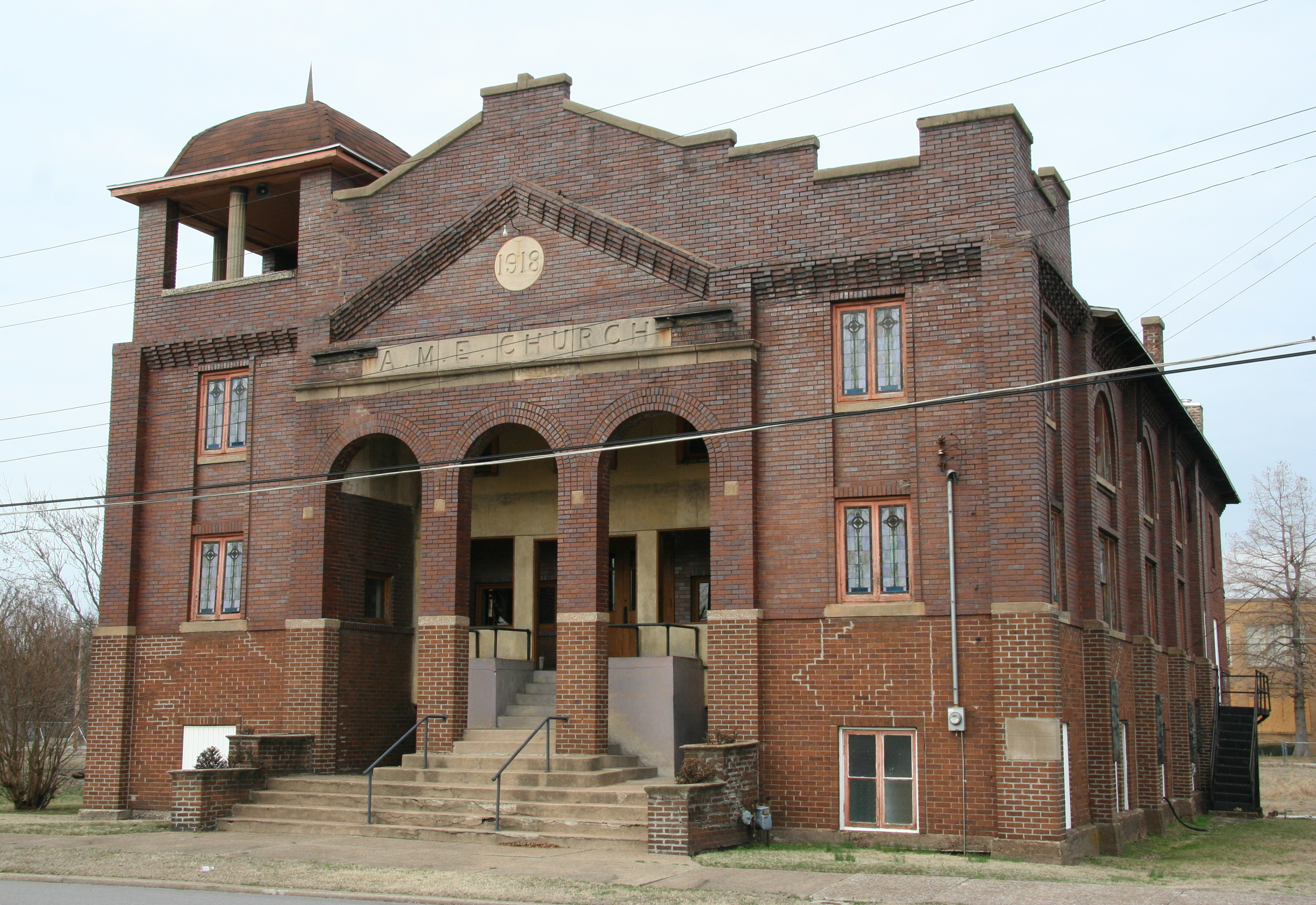
كنيسة امي عام 1918 ، القاهرة ، إلينوي.

في عام 1787 ، انفصل ريتشارد ألين وزملاؤه في فيلادلفيا عن الكنيسة الميثودية ، وفي عام 1816 أسسوا الكنيسة الأسقفية الميثودية الأفريقية (AME) . بدأ مع 8 رجال دين و 5 كنائس ، وبحلول عام 1846 نمت إلى 176 رجل دين ، و 296 كنيسة ، و 17375 عضوًا.
كان الأعضاء البالغ عددهم 20000 في عام 1856 موجودين بشكل أساسي في الشمال. قفزت عضوية ايمي الوطنية (بما في ذلك المراقبون والوعاظ) من 70،000 عام 1866 إلى 207،000 عام 1876 
وضعت ايمي أهمية عالية على التعليم. في القرن التاسع عشر ، تعاونت كنيسة ايمي في أوهايو مع الكنيسة الميثودية الأسقفية ، وهي طائفة ذات أغلبية بيضاء ، في رعاية ثاني كلية مستقلة تاريخياً سوداء (HBCU) ، جامعة ويلبرفورس في أوهايو.
بحلول عام 1880 ، قامت ايمي بتشغيل أكثر من 2000 مدرسة ، معظمها في الجنوب ، مع 155000 طالب. بالنسبة لمباني المدارس ، استخدموا مباني الكنيسة ؛ كان الوزراء وزوجاتهم هم المعلمين ؛ جمعت الجماعات الأموال للحفاظ على المدارس تعمل في وقت كانت المدارس العامة المنفصلة تعاني من نقص الدعم المالي.

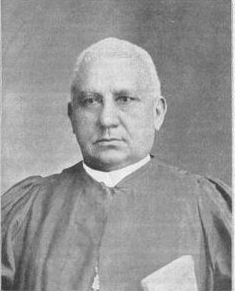
المطران هنري ماكنيل تورنر ، قائد ايمي في جورجيا.

بعد الحرب الأهلية كان الأسقف هنري ماكنيل تورنر (1834–1915) قائداً رئيسياً لـ ايمي ولعب دوراً في سياسات الحزب الجمهوري. في عام 1863 خلال الحرب الأهلية ، تم تعيين تورنر كأول قسيس أسود في قوات الولايات المتحدة الملونة . بعد ذلك ، تم تعيينه في مكتب فريدمن في جورجيا. استقر في ماكون وانتخب في المجلس التشريعي للولاية في عام 1868 أثناء إعادة الإعمار. بنى العديد من كنائس ايمي في جورجيا بعد الحرب.
في عام 1880 تم انتخابه كأول أسقف لكنيسة ايمي بعد معركة شرسة داخل الطائفة. بسبب غضبه من استعادة السلطة للديمقراطيين ووضع قوانين جيم كرو في أواخر القرن التاسع عشر ، كان تورنر قائد القومية السوداء واقترح هجرة السود إلى إفريقيا.
من حيث المكانة الاجتماعية ، اجتذبت الكنائس الميثودية عادة القيادة السوداء والطبقة الوسطى. مثل جميع الطوائف الأمريكية ، كان هناك العديد من الانقسامات وتم تشكيل مجموعات جديدة كل عام.

### الكنيسة الصهيونية الأسقفية الميثودية
تم تشكيل مجموعة ايميز رسميًا في عام 1821 في مدينة نيويورك ، ولكنها عملت لعدد من السنوات قبل ذلك. مجموع العضوية في عام 1866 كان حوالي 42000.
تأسست كلية ليفينغستون التي ترعاها الكنيسة في سالزبوري بولاية نورث كارولينا لتدريب المبشرين لأفريقيا. تنشط اليوم كنيسة ايمي زيون بشكل خاص في عمل البعثة في إفريقيا ومنطقة البحر الكاريبي ، وخاصة في نيجيريا وليبيريا ومالاوي وموزمبيق وأنغولا وساحل العاج وغانا وإنجلترا والهند وجامايكا وجزر فيرجن وترينيداد وتوباغو.

### المعمدانيين
بعد الحرب الأهلية ، كان المعمدانيون السود يرغبون في ممارسة المسيحية بعيدًا عن التمييز العنصري ، وقاموا بسرعة بإنشاء كنائس منفصلة واتفاقيات معمدانية منفصلة للدولة.
في عام 1866 ، اجتمع المعمدانيون السود في الجنوب والغرب لتشكيل الاتفاقية المعمدانية الأمريكية الموحدة. انهارت هذه الاتفاقية في نهاية المطاف ولكن تم تشكيل ثلاث اتفاقيات وطنية بعدها.
في عام 1895 ، اندمجت الاتفاقيات الثلاثة لإنشاء المؤتمر المعمداني الوطني . وهي الآن أكبر منظمة دينية أمريكية من أصل أفريقي في الولايات المتحدة.
منذ أواخر القرن التاسع عشر حتى الوقت الحاضر ، تنتمي غالبية كبيرة من المسيحيين السود إلى الكنائس المعمدانية.
يتم التحكم في الكنائس المعمدانية محليًا من قبل الجماعة ، واختيار خدامها. و يختارون رجالًا محليين - غالبًا ما يكونون صغارًا جدًا - يتمتعون بسمعة التدين ومهارة الوعظ والقدرة على لمس المشاعر العميقة للجماعات.
قليلون كانوا متعلمين جيدًا حتى منتصف القرن العشرين ، عندما أصبحت كليات الكتاب المقدس شائعة. حتى أواخر القرن العشرين ، تم دفع القليل منهم. كان معظمهم من المزارعين أو كان لديهم عمل آخر. أصبحوا المتحدثين باسم مجتمعاتهم ، وكانوا من بين عدد قليل من السود في الجنوب الذين سمح لهم بالتصويت في جيم كرو قبل عام 1965.
المؤتمر المعمداني الوطني
تم تنظيم المؤتمر الوطني المعمداني لأول مرة في عام 1880 باسم اتفاقية البعثة المعمدانية الأجنبية في مونتغمري ، ألاباما . شدد مؤسسوها ، بما في ذلك إلياس كامب موريس ، على الوعظ بالإنجيل كرد على عيوب الكنيسة المعزولة.
في عام 1895 ، انتقل موريس إلى أتلانتا ، جورجيا ، وأسس الاتفاقية الوطنية المعمدانية ، الولايات المتحدة الأمريكية ، باعتبارها اندماجًا بين اتفاقية البعثة الأجنبية ، والاتفاقية المعمدانية الوطنية الأمريكية ، واتفاقية التعليم القومي المعمداني. يعد المؤتمر الوطني المعمداني ، في الولايات المتحدة الأمريكية ، أكبر منظمة دينية أمريكية أفريقية.
كانت حركة الحقوق المدنية في الخمسينيات والستينيات مثيرة للجدل إلى حد كبير في العديد من الكنائس السوداء ، حيث بشر الوزراء بالخلاص الروحي بدلاً من النشاط السياسي.
و أصبح المؤتمر المعمداني الوطني منقسماً بشدة. زعيمها الأوتوقراطي ، القس. جوزيف هـ. جاكسون  دعم مقاطعة حافلات مونتغمري عام 1956 ، ولكن بحلول عام 1960 أخبر طائفته أنه لا يجب أن يتورط في نشاط الحقوق المدنية.
كان جاكسون يسكن في شيكاغو وكان حليفًا مقربًا للعمدة ريتشارد دالي و شيكاغو الديمقراطية ضد جهود مارتن لوثر كينغ الابن ومساعده الشاب جيسي جاكسون الابن (لا علاقة له بجوزيف جاكسون).
في النهاية ، قاد كينغ نشطاءه خارج المؤتمر المعمداني الوطني إلى مجموعتهم المنافسة الخاصة بهم ، المؤتمر المعمداني القومي التقدمي ، الذي دعم النشاط المكثف لمؤتمر القيادة المسيحية الجنوبية .

### الحركات الخمسينية و حركات القداسة
يرى جيجي أن الميثوديين السود والمعمدانيين سعوا إلى احترام الطبقة الوسطى. في تناقض حاد ، اتبعت حركات العنصرة الجديدة والقداسة  ، بناءً على تجربة دينية مفاجئة يمكن أن تمكن الناس من تجنب الخطيئة ، واستعادة الصحة الجيدة. وشددت هذه الجماعات على دور الشاهد المباشر للروح القدس ، وشددت على العواطف التقليدية للعبادة السوداء.
حشود من السود والبيض الذين يعبدون معًا في سيمور ستريت أزوسا ميشن حددوا النغمة لكثير من حركات العنصرة المبكرة. العنصرة تحدت الأعراف الاجتماعية والثقافية والسياسية في ذلك الوقت  التي دعت إلى الفصل العنصري  .
كانت كنيسة الله المسيح ، وكنيسة الله (كليفلاند) ، وكنيسة قداسة العنصرة ، وجمعيات العنصرة في العالم ، من الطوائف بين الأعراق قبل عشرينيات القرن العشرين. كانت هذه الجماعات ، وخاصة في جيم كرو ساوث ، تحت ضغط كبير للتوافق مع الفصل العنصري.
في نهاية المطاف ، سوف تنقسم العنصرة في أمريكا الشمالية إلى فروع بيضاء وأفريقية أمريكية. على الرغم من أنها لم تختف تمامًا ، إلا أن العبادة بين الأعراق داخل العنصرة لن تظهر مرة أخرى كممارسة منتشرة إلا بعد حركة الحقوق المدنية .
أصبحت كنيسة الله المسيح (COGIC) ، وهي طائفة أفريقية أمريكية خمسينية تأسست في عام 1896 ، أكبر طائفة خمسينية في الولايات المتحدة اليوم.
نشأت حركة القداسة من الكنيسة الميثودية في أواخر القرن التاسع عشر. وشدد على «الكمال المسيحي» - الاعتقاد بأنه من الممكن أن تعيش خالية من الخطيئة الطوعية ، ولا سيما الاعتقاد بأن هذا يمكن تحقيقه على الفور من خلال عمل النعمة الثاني .

### الطوائف الأخرى

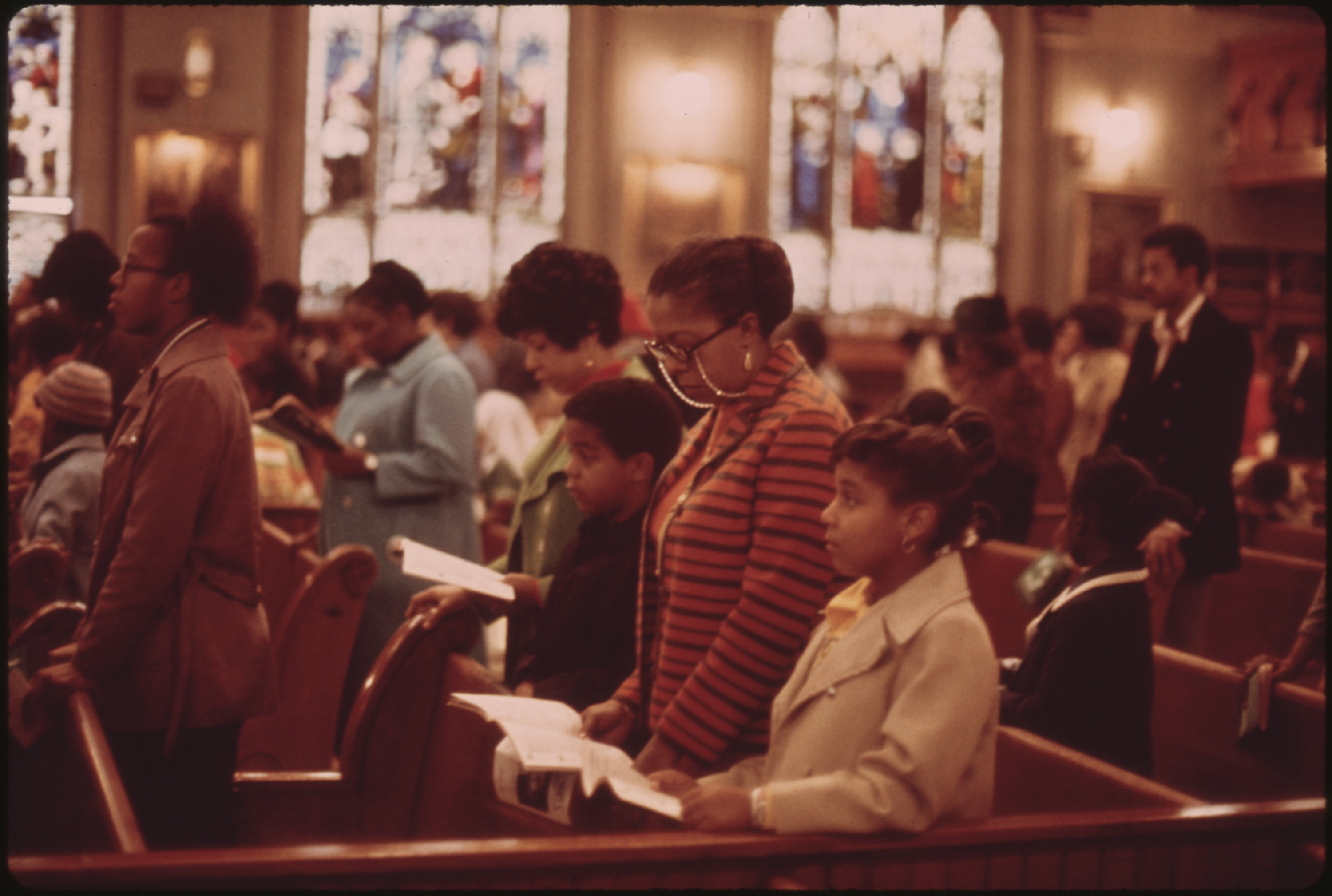
المصلين في كنيسة الملاك المقدس الكاثوليكية على الجانب الجنوبي من شيكاغو ، إلينوي ، 1973

- الاتحاد الأفريقي  الكنيسة البروتستانتية الميثودية الملونة
- الكنيسة الصهيونية الأسقفية الميثودية
- رسالة الإيمان الرسولي
- الكنيسة الأسقفية الميثودية المسيحية
- كنيسة المسيح في أمريكا
- كنيسة ربنا يسوع المسيح للإيمان الرسولي
- قداسة كنيسة الله للأمريكتين
- الزمالة الكاملة للكنيسة المعمدانية الإنجيلية
- كنيسة جبل سيناء المقدسة الأمريكية
- الاتفاقية الوطنية المعمدانية الأمريكية .
- الاتفاقية الوطنية المعمدانية التبشيرية الأمريكية
- جمعيات العنصرة في العالم
- المؤتمر المعمداني الوطني التقدمي
- بيت الصلاة المتحد لجميع الناس
- مجلس العنصرة المتحدة لجمعيات الله ، إنكوربوريتد

## الأديان الأخرى

### الأديان الأفريقية
عادة ما تمارس الكريول الملونة الديانة التوفيقية لويزيانا فودو ، في حين أن دينهم عبارة عن نظام من المعتقدات والطقوس المرتبطة تاريخيا مع جوال والسولمينول السود . الديانتان لديهما القليل من التابعين اليوم.
تاريخيا ، كان ما بين 15 ٪ و 30 ٪ من الأفارقة المستعبدين الذين جلبوا إلى الأمريكتين من المسلمين ، لكن معظم هؤلاء الأفارقة أجبروا على المسيحية خلال عصر العبودية الأمريكية. خلال القرن العشرين ، تحول العديد من الأمريكيين الأفارقة الذين يسعون إلى إعادة الاتصال بتراثهم الأفريقي إلى الإسلام ، وذلك بشكل أساسي من خلال تأثير الجماعات القومية السوداء ذات المعتقدات والممارسات المميزة ؛ بما في ذلك معبد العلوم المغاربي الأمريكي ، وأكبر منظمة ، أمة الإسلام ، التي تأسست في ثلاثينيات القرن العشرين ، والتي جذبت ما لا يقل عن 20000 شخص بحلول عام 1963 ، كان من الأعضاء البارزين الناشط مالكولم إكس والملاكم محمد علي .
يعتبر مالكولم إكس أول شخص يبدأ الحركة بين الأمريكيين من أصل أفريقي نحو الإسلام السني السائد ، بعد أن غادر الأمة وقام بالحج إلى مكة وغير اسمه إلى الحاج مالك الشباز .
في عام 1975 ، واريث الدين محمد ، ابن إيليا محمد سيطر على الأمة بعد وفاة والده ووجه غالبية أعضائها إلى الإسلام السني المتشدد.
يشكل المسلمون الأمريكيون من أصل أفريقي 20٪ من إجمالي سكان الولايات المتحدة المسلمين ، وأغلبية المسلمين السود هم من المسلمين السنة أو الأرثوذكس.
أظهر مسح Pew في عام 2014 أن 23 ٪ من المسلمين الأمريكيين كانوا متحولين ، بما في ذلك 8 ٪ من التقاليد البروتستانتية السوداء تاريخيا.
تشمل هذه الديانات الأخرى التي تعلن نفسها كمسلمين معبد العلوم المغاربي في أمريكا والفروع ، مثل أمة الإسلام وخمسة بالمائة .

### اليهودية
تضم الجالية اليهودية الأمريكية يهودًا من أصول أفريقية أمريكية. ينتمي اليهود الأمريكيون من أصل أفريقي إلى كل من الطوائف اليهودية الأمريكية الرئيسية - الأرثوذكسية والمحافظة والإصلاح - وإلى الحركات الأصغر أيضًا.
مثل اليهود من خلفيات عرقية أخرى ، هناك أيضًا علمانيون يهود أمريكيون من أصل أفريقي ويهود نادراً ما يشاركون أو لا يشاركون أبدًا في الممارسات الدينية.
تتراوح تقديرات عدد اليهود السود في الولايات المتحدة من 20000  إلى 200.000. معظم اليهود السود من أصول عرقية مختلطة ، أو يهود إما بالميلاد أو التحول.

### الإسرائيليون السود
الإسرائيليون العبرانيون السود (يطلق عليهم أيضًا العبرانيين السود ، الإسرائيليون العبرانيون الأفارقة ، والعبرانيون الإسرائيليون) هم مجموعات من الأمريكيين الأفارقة الذين يعتقدون أنهم أحفاد الإسرائيليين القدماء.
يلتزم السود العبرانيون بدرجات متفاوتة بالمعتقدات والممارسات الدينية لكل من المسيحية واليهودية . لم يعترف المجتمع اليهودي الأكبر بأنهم يهود . يختار الكثيرون تحديد الإسرائيليين العبرانيين أو السود العبرانيين بدلاً من اليهود للإشارة إلى علاقاتهم التاريخية المزعومة.

### آخرين
هناك أميركيون من أصل أفريقي ، معظمهم متحولون ، يلتزمون بأديان أخرى ، مثل الإيمان البهائي ،  البوذية ،  الهندوسية ، اليانية ، السيانتولوجيا ، والراستافاري .

### التأريخ
- إيفانز ، كيرتس ج. عبء الدين الأسود (2008) ؛ يتتبع الأفكار حول الدين الأسود من فترة ما قبل الحرب حتى عام 1950
- فراي ، سيلفيا ر. «الكنيسة المرئية: تأريخ الدين الأمريكي الأفريقي منذ رابوتو» العبودية وإلغاء (2008) 29 # 1 ص 83 - 110
- Fulop ، Timothy Earl ، and Albert J. Raboteau ، eds. الدين الأمريكي الأفريقي: مقالات تفسيرية في التاريخ والثقافة (1997)
- فون ، ستيف. «جعل يسوع أسود: الجدل التأريخي حول جذور المسيحية الأفريقية الأمريكية». مجلة التاريخ الزنجي (1997): 25-41. في JSTOR